# Myriam Dellal
Myriam Dellal est une boxeuse française née le 14 février 1979.

## Carrière sportive
En 2006 , elle remporte la médaille de bronze aux championnats d'Europe amateur à Varsovie en moins de 57 kg (poids plumes). Elle est sacrée championne de France dans cette catégorie en 2006 et en 2007.